# MacOS Catalina
macOS Catalina (версія 10.15) — операційна система для персональних комп'ютерів та серверів, розроблених Apple Inc.. Шістнадцята за ліком версія macOS, що є наступником macOS Mojave. Вперше представлена 3 червня 2019 року на WWDC 2019. Офіційний реліз відбувся 7 жовтня того ж року. Catalina є першою системою з лінійки macOS, що підтримує виключно 64-бітні програми та включає функцію Activation Lock.
Систему названо на честь острова Санта-Каталіна, що знаходиться поблизу узбережжя південної Каліфорнії.

## Системні вимоги
Для встановлення macOS Catalina необхідні наступні моделі комп'ютерів Mac:
- Моделі Mac mini, випущені наприкінці 2012 року чи пізніше;
- Моделі iMac, випущені наприкінці 2012 року чи пізніше;
- Моделі MacBook, випущені на початку 2015 року чи пізніше;
- Моделі MacBook Air, випущені в середині 2012 року чи пізніше;
- Моделі MacBook Pro, випущені в середині 2012 року чи пізніше;
- Моделі iMac Pro, випущені наприкінці 2017 року чи пізніше;
- Моделі Mac Pro, випущені наприкінці 2013 року чи пізніше.

Вперше розмір необхідної пам'яті зріс до 4 ГБ (раніше вистачало 2 ГБ).

## Зміни та нововведення
- Скасовано підтримку 32-розрядних застосунків;
- З'явилися нові нативні застосунки (Подкасти, Музика, TV), що покликані замінити застарілий універсальний медіапрогравач iTunes;
- З'явилася функція Sidecar, що дозволяє використовуватися iPad як додатковий дисплей;
- Нова версія ОС отримла голосове управління (Voice Control)[3]

## Історія релізів
|  | Попередні релізи |  | Актуальний реліз |  | Beta |

| Версія  | Build   | Дата            | Darwin                                               | Примітки                                                                                       | Автономне завантаження |
| ------- | ------- | --------------- | ---------------------------------------------------- | ---------------------------------------------------------------------------------------------- | --- |
| 10.15   | 19A583  | 7 жовтня 2019   | 19.0.0                                               | Основний реліз оновлення прошивки                                                              | |
| 10.15   | 19A602  | 15 жовтня 2019  | 19.0.0                                               | Додаткове оновлення                                                                            | |
| 10.15   | 19A603  | 21 жовтня 2019  | 19.0.0                                               | Додаткове оновлення з правками                                                                 | |
| 10.15.1 | 19B88   | 29 жовтня 2019  | 19.0.0 xnu-6153.41.3~29                              | Інформація щодо оновлення macOS Catalina 10.15.1 [Архівовано 5 травня 2020 у Wayback Machine.] | Оновлення macOS 10.15.1 |
| 10.15.2 | 19C57   | 10 грудня 2019  | 19.2.0 xnu-6153.61.1~20                              | Інформація щодо оновлення macOS Catalina 10.15.2 [Архівовано 5 травня 2020 у Wayback Machine.] | Оновлення macOS 10.15.2 Combo-оновлення macOS 10.15.2                                                                                             |
| 10.15.3 | 19D76   | 28 січня 2020   | 19.3.0 xnu-6153.81.5~1                               | Інформація щодо оновлення macOS Catalina 10.15.3 [Архівовано 5 травня 2020 у Wayback Machine.] | Оновлення macOS 10.15.3 Combo-оновлення macOS 10.15.3                                                                                             |
| 10.15.4 | 19E266  | 24 березня 2020 | 19.4.0 xnu-6153.101.6~15                             | Інформація щодо оновлення macOS Catalina 10.15.4 [Архівовано 5 травня 2020 у Wayback Machine.] | Оновлення macOS 10.15.4 Combo-оновлення macOS 10.15.4                                                                                             |
| 10.15.5 | 19F96   | 26 травня 2020  | 19.5.0 xnu-6153.121.1~7                              | Інформація щодо оновлення macOS Catalina 10.15.5 [Архівовано 8 квітня 2020 у Wayback Machine.] | Оновлення macOS 10.15.5 Combo-оновлення macOS 10.15.5                                                                                             |
| 10.15.5 | 19F101  | 1 червня 2020   | 19.5.0 xnu-6153.121.2~2                              | Додаткове оновлення                                                                            | macOS 10.15.5 Додаткове оновлення |
| 10.15.6 | 19G73   | 15 липня 2020   | 19.6.0 xnu-6153.141.1~9Jul 5 00:43:10 PDT 2020       | Інформація щодо оновлення macOS Catalina 10.15.6 [Архівовано 5 травня 2020 у Wayback Machine.] | Оновлення macOS 10.15.6 [Архівовано 24 липня 2020 у Wayback Machine.] Combo-оновлення macOS 10.15.6 [Архівовано 24 липня 2020 у Wayback Machine.] |
| 10.15.6 | 19G2021 | 12 серпня 2020  | 19.6.0 xnu-6153.141.1~1 Jun 18 20:49:00 PDT 2020     | Додаткове оновлення                                                                            | macOS 10.15.6 Додаткове оновлення |
| 10.15.7 | 19H2    | 24 вересня 2020 | 19.6.0 xnu-6153.141.2~1 Mon Aug 31 22:12:52 PDT 2020 | Інформація щодо оновлення macOS Catalina 10.15.7 [Архівовано 5 травня 2020 у Wayback Machine.] | Оновлення macOS 10.15.7 Combo-оновлення macOS 10.15.7                                                                                             |

## Хронологія
| Хронологія операційних систем Macintosh |
| --------------------------------------- |
|                                         |